# Het ooievaarsnest
Het ooievaarsnest is een schilderij van de Amerikaanse kunstschilder George Hitchcock, geschilderd in 1892, olieverf op doek, 157,5 x 124,5 centimeter groot. Het toont een ooievaarsnest te midden van een kleurrijk Hollands bollenveld. Het schilderij bevindt zich in privécollectie.

## Thema
Hitchcock vestigde zich in 1883 in Egmond aan den Hoef en maakte daar vooral naam als schilder van kleurrijke bollenvelden. Zijn werken echter vallen evenzeer op door de enigmatische elementen die hij eraan toe voegde. Het ooievaarsnest is wat dat betreft exemplarisch te noemen. De afbeelding van de ooievaar, hoog in het nest, een paling voerend aan haar jongen maakt het werk uniek in Hitchcocks oeuvre. Met de ooievaar introduceert hij een symbolisch element, refererend aan de traditionele opvatting dat ooievaars familiale voorspoed brengen. Mannelijke ooievaars strijken jaar na jaar neer op hetzelfde nest en hebben zich aangepast door hun nest te bouwen op door de mens gemaakte constructies, waar ze gedurende het paarseizoen een hechte familie-eenheid vormen. Daarmee zijn de vogels symbool geworden voor trouw, goed ouderschap en huiselijk geluk. De terugkeer van de ooievaars op hun nest werd dan ook gezien als een goed voorteken. Als niet Nederlander gaf Hitchcock in het hier besproken werk uitdrukking aan het klassieke gevoelen van "zich thuis voelen".

## Uitwerking
Geschilderd in lichte kleuren, brede penseelstreken en met een delicaat gevoel voor het natuurlijk licht toont Het ooievaarsnest de grote invloed van het impressionisme op Hitchcocks werk. Het hyacintenveld vormt een iconisch Hollands tafereel, badend in zonlicht, kleurrijk en tegelijk natuurlijk, geschilderd en plein air op basis van een nauwgezette natuurobservatie. De verticale rijen bloemen, in gevarieerde kleurtinten, geven het schilderij een strakke structuur en accentueren de vlakheid van het landschap. Rijen bomen langs rechte sloten omzomen de velden, als bieden ze beschutting. Op de achtergrond zien we de toren van de Egmondse abdijkerk en in de verte tussen de bomen enkele windmolens. Centraal en in perspectief: de ooievaar op het hoge nest. Het voelt vertrouwd, geborgen, als thuis. De lente en het lage zonlicht heeft het leven doen ontluiken. Hitchcock zag als geen andere buitenlandse schilder de picturale kwaliteit van het Nederlandse landschap en schreef hierover in 1887-1888 enkele artikelen in Scribner's Magazine. In een van die artikelen merkte hij op: "Wat in andere landen koud grijs, oninteressant en zelfs vaak afstotelijk is, wordt hier een onbeschrijflijke harmonie, met een zekere diepte en rijkheid of een parelachtige glans, opaliserend, droef - een oneindige variëteit, waarbij elk nieuw effect nog mooier lijkt dan het vorige". Het ooievaarsnest illustreert dit bij uitstek.